# Johann Nepomuk Mälzel

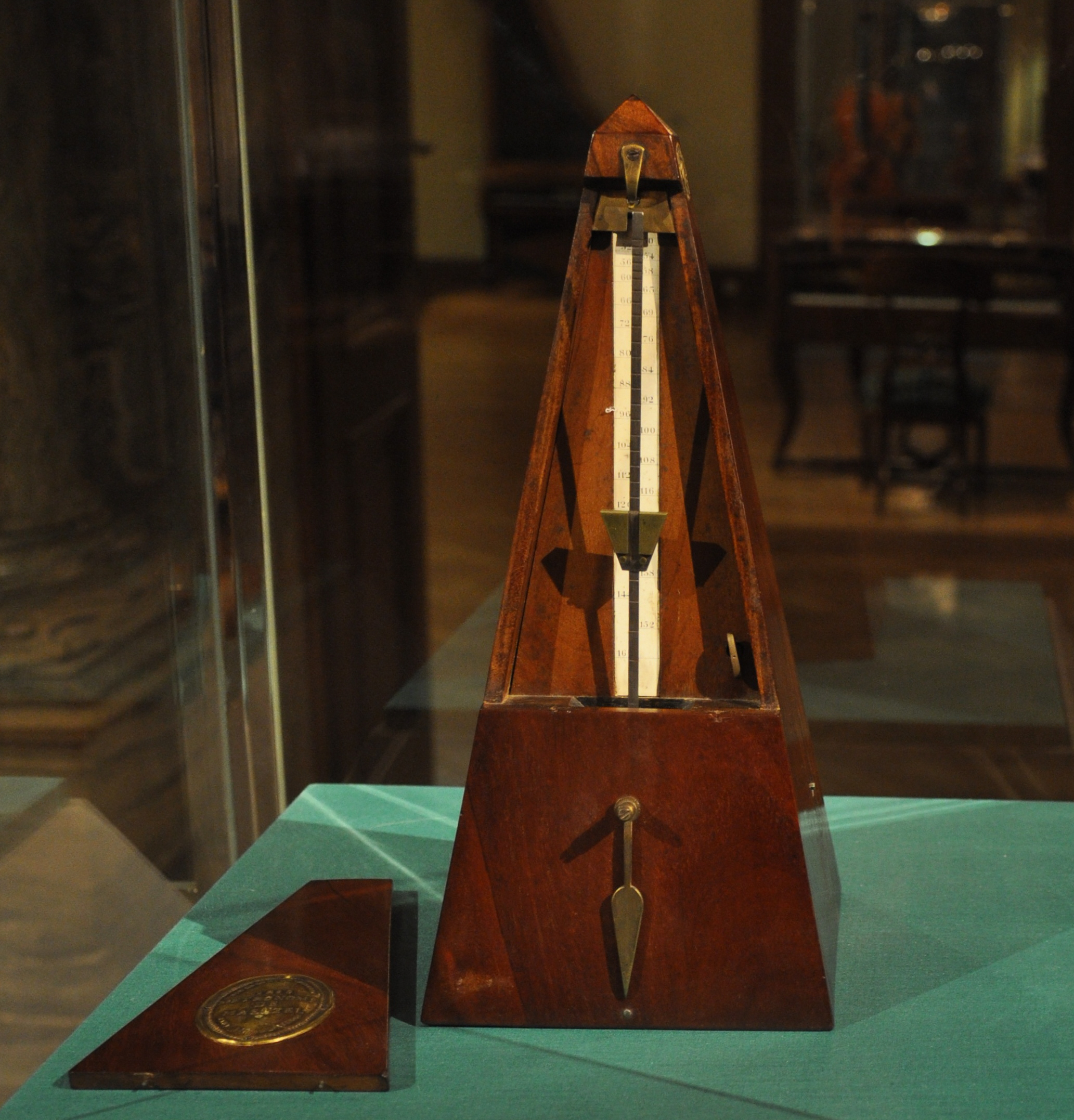
Metronom von Johann Nepomuk Mälzel, Paris 1815

Johann Nepomuk Mälzel (* 15. August 1772 in Regensburg; † 21. Juli 1838 im Hafen von La Guaira, Venezuela) war Erfinder und Mechaniker sowie Konstrukteur mechanischer Musikinstrumente. Er gilt als Urheber der Bezeichnung Metronom, während Dietrich Nikolaus Winkel als Erfinder dieses Taktinstruments gilt.

## Leben und Wirken

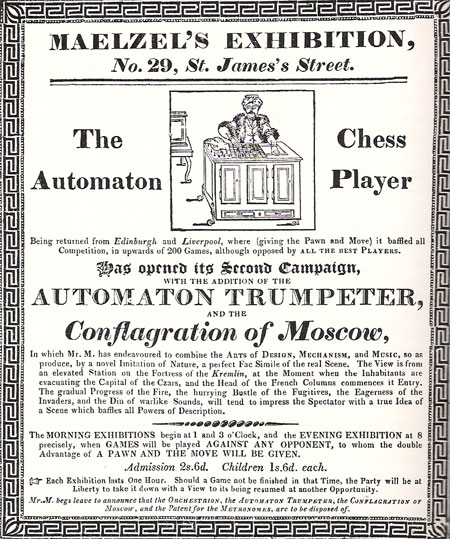
Werbeplakat für Ausstellung

Johann Nepomuk Mälzel wurde geboren als Sohn des Regensburger Orgelbauers und Mechanikers Johann Nepomuk Mälzel (1741–1797) in dem Haus Unter den Schwibbögen Nr. 7. Er genoss wie sein jüngerer Bruder Leonhard Mälzel eine gute allgemeine und musikalische Ausbildung. Er wurde sehr früh durch sein meisterhaftes Pianofortespiel bekannt, auch in späteren Jahren gab er dies nie auf und führte fast immer ein Pianoforte mit sich, mit dem er seine Vorführungen untermalte und auflockerte. Die gute Resonanz seiner späteren Veranstaltungen war daher auch maßgeblich von seiner Person abhängig. Vorführungen, die ohne seine Anwesenheit stattfanden, brachten geringere Einkünfte.
1792 zog Mälzel nach Wien, studierte Mechanik, wurde Bürger von Wien und baute mit seinen Arbeitern in einer Werkstätte Automaten, durch die er bald in ganz Europa Berühmtheit erlangte. Zur selben Zeit hielt Georg Joseph Vogler in Prag, Wien und an anderen Stätten Vorlesungen, die für Mälzel von Bedeutung waren; beide waren über einige Jahre zur selben Zeit in Wien und Paris tätig. In Wien entwickelte Mälzel auch sein Panharmonikon, ein mechanisches Musikinstrument, das die Instrumente einer ganzen Militärmusikkapelle spielen konnte. Es wurde mit einem Federwerk angetrieben, Blasebälge sorgten für den Wind, und es hatte die Noten auf rotierenden Trommeln gespeichert. Mälzel war einer der Ersten, der durchschlagende Zungen verwendete.
Ein Panharmonikon verkaufte er im Jahr 1807 in Paris für 100.000 Franken.
Eines wurde 1811 an eine Gesellschaft in Boston geschickt und mindestens eines nach 1826 in Amerika verkauft.
Mälzel konstruierte zahlreiche weitere Musikautomaten. 1807 führte er in Nürnberg und 1808 in Paris und Wien seinen „mechanischen Trompeter“ vor, der den Anstoß zu dem vollkommenen Trompeterautomaten Kaufmanns in Dresden gab.
Mälzel beschäftigte für seine Vorhaben auch immer die besten verfügbaren Mechaniker vor Ort. Er unternahm im Allgemeinen keinerlei Anstrengungen, seine Maschinen und deren Funktion geheim zu halten.
Einzig um den Puppenautomaten „Der Schachtürke“, den Mälzel nach dem Tod von Wolfgang von Kempelen von dessen Sohn 1804 erworben und etwas umgebaut hatte, machte er ein Geheimnis. Viele Besucher vermuteten beim „Schachtürken“ bereits einen Trick, andere machten sich jedoch Gedanken über künstliche Intelligenz. Durch die Diskussionen, die darüber geführt wurden, waren ihm Neugier und Interesse des Publikums sicher, so dass er mit seinen Musikautomaten und dem „Schachtürken“ erfolgreich auf Tournee gehen konnte. Nach einer Vorstellung in Baltimore wurde von Zeugen beobachtet, wie Mälzels Assistent, der aus dem Elsass stammende Schachlehrer Wilhelm Schlumberger, dem Automaten entstieg, und die Baltimore Gazette und weitere Zeitungen lüfteten immer mehr das Geheimnis. Der „Schachtürke“ verlor aber nicht komplett seine Anziehungskraft und wurde bis zum Tod Schlumbergers bei Illusionsdarbietungen verwendet. Auch Edgar Allan Poe verfasste 1836 unter dem Titel Maelzels Schachspieler eine Analyse des angeblichen Automaten.
1808 wurde Mälzel in Wien zum k. k. Hof-Kammermaschinisten ernannt. Hier wurde er auch zum Mentor von Elisabet (genannt Elise) Barensfeld, die gleichfalls aus Regensburg stammte. Elisabet Barensfeld war – nach einer These von Rita Steblin – möglicherweise Widmungsträgerin von Beethovens Klavierstück Für Elise. Vom König von Preußen erhielt Mälzel eine Goldmedaille als Anerkennung. Rasch entstanden mehrere dieser Orchestrien, die bald überall Aufsehen erregten.
Für die Verwundeten militärischer Auseinandersetzungen zur Zeit der napoleonischen Feldzüge beziehungsweise der Belagerung Wiens entwickelte Mälzel 1809 in Wien auch Fußprothesen:

„Wodurch sich aber Hr. Mälzel nicht allein Beifall, sondern auch Ansprüche auf öffentlichen Dank erworben hat, das sind die von ihm erfundenen künstlichen Füsse. Er wußte durch eine äußerst einfache, leichte und auch dauerhafte Mechanik ein Leben in die Füsse zu bringen, welches von Kunstverständigen und Anatomen bewundert wird, und wodurch diese künstlichen Füsse beinahe von natürlichen nicht zu unterscheiden sind. Die siebenfache Biegung des Knies und die dreifache des Vorderfusses erlauben, daß man damit ganz bequem auf Treppen und zu Pferde steigen kann. Hr. Mälzel hat bereits mehrere solcher Füsse zur vollen Zufriedenheit seiner Besteller geliefert, und dadurch, seiner am würdigsten, den Vorwurf gewisser Journale widerlegt, welche sagten, daß er sein Talent nur fürs Angenehme, aber nicht fürs Nützliche verwende.“

Für Ludwig van Beethoven, der in seinen späten Jahren an fortschreitender Taubheit litt, konstruierte Mälzel mehrere Hörrohre, von denen vier aus der Zeit zwischen 1812 und 1814 im Bonner Beethoven-Haus erhalten sind. Vermutlich als Dank hierfür schrieb Beethoven ein Stück für ein neues Panharmonikon von Mälzel, für dessen dramaturgischen Verlauf der Konstrukteur dem Komponisten recht genaue Vorgaben machte. Als Beethoven dieses Wellingtons Sieg oder Die Schlacht bei Vittoria genannte Werk dann später für Orchester bearbeitet hatte (op. 91) und 1813 in Wien uraufführte, kam es zum Streit zwischen den beiden, weil Mälzel der Meinung war, er habe Rechte daran. Erst 1819 wurde der Streit freundschaftlich beigelegt.
1812 war er wieder in Paris; in Wien eröffnete er im selben Jahr ein eigenes Kunstkabinett.
Für den mechanischen Trompeter komponierten Jan Ladislav Dussek und Ignaz Pleyel 1813 ein Konzertstück mit Orchesterbegleitung, dazu gehörte angeblich auch eine sprechende Puppe, welche die Augen bewegen konnte.

Das Metronom, durch dessen Konstruktion Mälzel allgemein bekannt ist, ließ er 1815 als einziges seiner Geräte patentieren.
Mit diesem Gerät kann das Tempo von Musikstücken gemessen werden: auch heute noch wird in Partituren vielfach mit MM, der Abkürzung für Mälzels Metronom, einem Notenwert und einer Ziffer die Zahl an Schlägen pro Minute für diesen Notenwert angegeben. Die eigentliche Erfindung des Metronoms wurde 1820 in einem Rechtsstreit dem in Amsterdam lebenden deutschen Mechaniker und Orgelbauer Dietrich Nikolaus Winkel zuerkannt; Winkel hatte für Mälzel nach dessen Vorstellung das erste Metronom konstruiert, Mälzel erweiterte dieses um eine Skala, fertigte es schließlich in großen Stückzahlen in Paris in einer eigenen Fabrik und verkaufte es bis nach Amerika.
Am 14. Februar 1818 veröffentlichte die Wiener allgemeine musikalische Zeitung eine gemeinsame Erklärung Beethovens und Salieris über den Nutzen von Mälzels Metronom. Der Scherzkanon Auf den Erfinder des Metronoms, dessen Motiv dem zweiten Satz der 1812 komponierten und 1814 uraufgeführten 8. Sinfonie Beethovens entnommen worden ist, stammt nicht, wie lange angenommen, von Beethoven, sondern ist eine Fälschung Anton Schindlers.
1819 und 1820 war Mälzel wieder in Paris, London, München und weiteren Städten Europas.
Der Schachtürke war für kurze Zeit im Besitz von Eugène de Beauharnais, der im Jahre 1824 verstarb.
 Er reiste mit einem Großteil seiner Erfindungen einschließlich des Schachtürken auch nach Nordamerika. Am 7. Februar 1826 kam er in New York an und sorgte mit Vorführungen in den Vereinigten Staaten für soviel Furore, dass er auch später noch einige Male dorthin erfolgreich auf Tournee ging.
1827 ließ er das animierte Diorama Der Brand von Moskau („Conflagration of Moscow“), das in Paris, London und Amsterdam erfolgreich vorgeführt wurde, nach Amerika überstellen. Dieses Diorama wurde, nach dem gewinnbringenden Verkauf, in Amerika zweimal nachgebaut und vergrößert. Der Aufenthalt in Nordamerika wurde einmal vom 11. September 1828 bis 13. April 1829 für einen Europaaufenthalt unterbrochen, ein zweiter Besuch in Europa um das Jahr 1833 ist sehr wahrscheinlich, wie zumindest ein Zeitzeuge berichtet. Neben weiteren Touren durch Nordamerika folgten auch zwei Aufenthalte auf Kuba in der Hauptstadt Havanna.
Mälzel kopierte und verfeinerte seine anderen Automaten auch in Amerika permanent und beschäftigte dafür die besten verfügbaren Mechaniker für Monate, wie seiner Biographie zu entnehmen ist, zum Beispiel mit der dritten Generation von Der Brand von Moskau. Seine letzte Tour führte ihn von Nordamerika nach Havanna, wo sein De-facto-Adoptivsohn und Direktor der Vorführungen Schlumberger an Gelbfieber verstarb. Der 66-jährige Mälzel verfiel daraufhin in eine Depression; zu dem jüngeren gebildeten Schlumberger mit französischer Abstammung hatte er die engste Bindung gehabt. Auch der Verlust als Schachspieler, der zum Glanzstück der Show unverzichtbar war, war wohl nicht leicht zu verschmerzen. Es gibt keinerlei Hinweise, dass Mälzel verheiratet war oder engere Bindungen zu Frauen hatte.
Die Illusionsvorführungen in Kuba erwiesen sich danach im Unterschied zu allen früheren Veranstaltungen nicht als sehr erfolgreich. Sein Freund Mr. Ohl, auf dessen Schiff er unterwegs war, scheint diese Situation ausgenutzt zu haben. Im Juli 1838 ging es auf die Rückreise, während derer Mälzel auf dem Schiff verstarb und auf See beigesetzt wurde. Mr. Ohl versteigerte die Fracht und auch alle in einem Lager verbliebenen Maschinen und Habseligkeiten einschließlich der königlichen Goldmedaille. Mälzel war auch zum Zeitpunkt seines Todes keineswegs arm, denn die Vorführungen in der neuen Welt waren extrem erfolgreich gewesen und er hatte für einen längeren Zeitraum 20.000 $ bei einer Bank von Mr. Willig angelegt. Er war sehr geschäftstüchtig gewesen und hatte seine einzigartigen Maschinen wiederholt verkauft, um die Konstruktion neuerer und besserer Apparate zu finanzieren.
Mälzels Bruder Leonhard wollte nach dem Tod klären, wie es mit den Vermögensverhältnissen stand; wie die Sache ausging, ist nicht klar. Auch Mälzels Korrespondenz, die in den Händen seiner Vertrauensperson, des älteren Freundes Mr. Willig, eines wohlhabenden Geschäftsmannes und Verlegers war, der mit Musikinstrumenten handelte, verbrannte am 31. Dezember 1851 unter ungeklärten Umständen.

## Beschreibung einer Aufführung
Herzog Bernhard zu Sachsen-Weimar-Eisenach beschreibt seine Reise durch Nordamerika in den Jahren 1825 und 1826, besucht dabei auch eine Vorstellung Mälzels in New York.

## Zeit in den USA
Hauptsächlich hielt sich Mälzel während der letzten 12 Jahre in Philadelphia auf, wo er praktisch mit Unterbrechungen immer in „Mälzel’s Hall“ anzutreffen war. Die Vorführungen dort erwiesen sich fast für ein Jahrzehnt als äußerst erfolgreich.
Am 22. August 1828 wurde die „Moscow“-Show für 6000 $ verkauft. Die Schachtürken und automatischen Trompeter wurden behalten und bei Mr. Ohl eingelagert. In der Julian Hall lief seine eigene Show weiter, die vom 26. Juli bis 25. August Sommerpause hatte und nachher noch bis 6. September weitergeführt wurde. Am 11. September schiffte sich Mälzel nach Europa ein. Ab 13. September wurden die verkauften Teile in seinen Namen unter der Leitung von Schlumberger und des Besitzers Mr. William P. Kummer erneut in einer Show vorgeführt. Die Vorführungen waren ohne Mälzel nicht sehr erfolgreich. Am 13. April 1829 war Mälzel mit weiteren Attraktionen, die dieser aus Europa mitgebracht hatte, wieder zurück. Es scheint, dass dieser aus Paris die neue Attraktionen „Diorama and Mechanical Theatre“ mitbrachte. Er bot diese Attraktion mit dem „Whist-player“, der in Amerika für Mälzel gebaut wurde, zum Verkauf an. Erneut wurden Verträge für Vorführungen geschlossen, und die Vorführungen in Boston in der Tammany Hall wurden vom 18. Mai 1829 bis zum 24. April 1830 fortgesetzt. Dann folgte erneut ein Aufenthalt in New York in der Masonic Hall am Broadway, und vom 30. September 1830 bis zum 1. Dezember 1830 war er wieder in Philadelphia. Am 28. Januar 1830 informiert er das Publikum, dass er neue eigene Attraktionen wie das „Carousel“ vorführt. Von Philadelphia aus machte Mälzel unterschiedlich lange Gastvorführungen in Pittsburgh, Ohio, Mississippi, Cincinnati, Louisville und New Orleans sowie einen längeren Aufenthalt in Baltimore. Diese Reisen erfolgten zwischen Dezember 1830 und dem Herbst 1831. Spät im Jahr 1831 bietet Mälzel erneut seine „Conflagration of Moscow“ mit anderen Attraktionen zum Verkauf an. Das mag die Vorbereitung für einen erneuten Europaaufenthalt gewesen sein. Der Schachtürke wurde nie zum Verkauf angeboten. Es gibt zumindest einen Zeitzeugen, Mr. Mickley, der behauptete, dass Mälzel mit Sicherheit ein weiteres Mal nach Europa reiste. Es folgten zwei Jahre ohne besondere Hinweise in Zeitungen, erst wieder 1832 wird von einer Ausstellungssaison in New York und 1833 von einem Besuch in Boston berichtet. Mälzel war aber so populär, dass er ohne weiteres auch ohne Werbung gut eine längere Zeit auskam. Außerdem war er so wohlhabend, dass er es sich auch leisten konnte nichts zu tun, das ist aber kaum anzunehmen, genauso könnte er an neuen Automaten gearbeitet haben. 1834 folgen wieder drei Monate Shows in Philadelphia und wieder im Süden, in Richmond. Im November in Charleston, South Carolina. Es scheint auch so zu sein, dass er zum Teil zwei Veranstaltungsorte fast gleichzeitig bespielte, indem er einen Teil von einem Agenten vorführen ließ. Die attraktive „Conflagration of Moscow“, wurde in Richmond gezeigt und er und Schlumberger blieben mit den Schachtürken in Washington zurück. 1836 gab es eine weitere Tour durch den Westen, im Frühling ist er wieder am Ausgangspunkt. Die Vorbereitungen für einen Kuba-Aufenthalt beginnen. Die Moskau Show wird erneut verkauft und eine neue erweiterte wird zusammengestellt, das erstreckt sich über den Sommer bis zur Abreise nach Havanna im Herbst 1837. Mälzel hatte bei Mr. Willig und Mr. Ohl seine Dokumente und seine Wertsachen hinterlegt. Der spätere Tod des Mr. Willig im Jahr 1851 und ein Brand zur selben Zeit in Baltimore hatten die Zerstörung des gesamten Briefverkehrs Mälzels zur Folge und macht es unmöglich, einige Behauptungen zu belegen.

### Englischsprachiges Zitat zum vorangehenden Abschnitt
“The sale was actually made, on the 22d of August, to a company of three Bostonians, for the sum of six thousand dollars. […] He himself took in pieces the Automaton Chess-player and the Trumpeter, and packed them off,[…] the [soled] "Burning of Moscow," the "Speaking Figures," and the "Funambulists," together with an " Automaton Violoncellist" — […] was carried on in Julian Hall under the name of Maelzel, and with the indispensable assistance of our hero Schlumberger.[…] * The exhibitor guaranteed to the company by Maelzel (after having been recommended to him by the elder Mr. Willig) was Mr. William P. Kummer, who had become perfectly at home and favorably known all over the country, by travelling as an agent for the celebrated manufactories of jewelry in his native Baden. From Mr. Kummer, now living in Philadelphia at an advanced age, I have learned what is related in the text. […] Maelzel embarked for Europe […] on the 11th of September. Although he had made the sale of his "Moscow" on the 22d of August (three days before re-opening his exhibition, after closing it on account of the warm weather on the 26th of July) he continued to exhibit it in connexion with the Chess-player and Trumpeter until the 6th of September. It was not till the 13th of September, when he was already four days at sea, that " Mr. Maelzel," i.e. the new company, advertised the re-opening of his exhibition, in compliance with numerous solicitations, etc. […] York, he was suddenly joined by the great exhibitor on the 13th day of April, 1829, then just landed from the Havre packet. […] Maelzel came on to Philadelphia, after his year-long residence in New York, and opened his hall for exhibitions from the last of September until the first of December, 1830. […] He made one long journey, at least, to Pittsburg, and from thence down the Ohio and the Mississippi, with longer or shorter halts for exhibitions, at Cincinnati, Louisville, and New Orleans; […] * The exhibition in Tammany Hall continued from the 18th of May, 1829, to the 24th of April, 1830. It appears that he had brought over with him from Paris what he calls a "Diorama and Mechanical Theatre." On the 26th of September, 1829, he offers this for sale, together with his late useless acquisition, the " Whist-player," and another articles of his exhibition. On the 28th of January, 1830, he informs the public, that he had enriched his exhibition with another mechanism of his own, the "Carousel". […]belong to the space between December, 1830, and a long residence here [in Baltimore] during the summer and autumn of 1831[…] Maelzel’s again announcing by advertisement (late in the year 1831) that he is about to abandon public exhibitions, and that he offers for sale his Conflagration of Moscow, and the other now numerous articles of his Exhibition— always omitting the Automaton Chess-Player. This advertisement, like a former one of the same kind, may have been the prelude to a second voyage to Europe.* For two years after this date, I have been able to glean nothing of Maelzel’s movements, beyond an exhibition season in New York during the melancholy cholera year of 1832, and a third visit to Boston in the summer of 1833. […] * Mr. Mickley is quite confident that Maelzel returned to Europe more than once. The death of Mr. Willig, and the destruction by fire of all Maelzel’s correspondence with him, make it impossible to verify this impression; which, however, is rendered highly probable by the entire silence of the newspapers during certain long periods. […] he could well afford to do, or exhibiting without finding it worth his while to advertise. Maelzel’s Hall was so well known, and so popular a resort, that if the tide of visitors had once been fairly made to set in, by a month’s advertising, it continued to flow without further notice, until the newspapers gave the melancholy announcement, that the favorite exhibitor was about to pack up and go elsewhere.[…] In 1834, after a three months’ exhibitionseason in Philadelphia, he would appear to have gone South as far as Richmond; and in November, of the same year, he is found in Charleston, South Carolina.! […] It is also an odd circumstance, that by the advertisements of this and one other year, Maelzel would appear to have been in two places at once. A closer examination leads me to the more reasonable conclusion, that he occasionally found it profitable to divide his numerous curiosities, and to allow an agent to exhibit the. Attractive Conflagration of Moscow, &co at Richmond, for instance, while he remained for a while behind at Washington with his inseparable allies, the Chess-Player and Schlumberger.[…] [There] was a second tour to the West during the autumn of 1836, and the ensuing winter.* He is found here again in the spring, and here he remained until he left our shores, never to return. It must not be imagined, however, that he was always to be found at " Maelzel's Hall". He seems to have given up his hold upon that favorite building at the time when he advertised his Exhibition for sale, preparatory to an absence from the city for two years. During his subsequent visits, he exhibited once in the Union building, at the corner of Chesnut and Eighth Streets, but at other times in the Masonic Hall, Chesnut Street. His name is last associated with the Adelphi Buildings, in Fifth Street, below Walnut. When he had decided on a visit to Havana — to be followed, I understand, by a tour through the principal cities of South America— he resolved to reconstruct the most attractive mechanism of his Exhibition —the Conflagration of Moscow— on a grander scale. For this purpose he rented the Adelphi Buildings, where he kept all kinds of mechanics busily at work, during the summer and autumn of 1837. To superintend and expedite the work, he occupied private rooms in the same building himself. It may be recollected on how limited a scale he had been compelled to form his establishment during his first visits to New York, Boston, and Philadelphia; and that Schlumberger, when the contract was originally made between them, was so universal in his duties as to make any other, assistant unnecessary. Maelzel’s subsequent success, and the great enlargement of his Exhibition, increased his regular staff, and relieved Schlumberger from his factotum role. His preparations for Cuba induced still another improvement. He took into pay an experienced exhibitor by the name of Fischer —partly, to be sure, because such a Head of Department had become necessary for the execution of his grand schemes, but partly also because the same Fischer had a wife, whose housekeeping talents would make it possible for the entire establishment to live together— an object of some consequence in a strange country. The system was carried into execution, by way of rehearsal, in the Adelphi Buildings, for some time before the embarkation for Cuba. While Maelzel was thus absorbed in his preparations for Havana, Schlumberger was more than ever at leisure to accept the invitations.”

## Erfindungen
Bis 1808 fertigte Mälzel viele kleinere Spieluhren und Automaten. Die größeren Automaten erhielten bekannte Persönlichkeiten:
- Fürst zu Lichtenstein
- Graf Friedrich Palffy
- Freiherr Braunecker
- Viele weiter für andere, größtenteils für wohlhabende Ungarn
- Freiherr von Braun
- Im Tempel der Nacht zu Schönau
- Graf Erdődy
- Graf Caroly
- Graf Esterhazy
- Herzog Albert von Sachsen
- Kaiserin Maria Theresia
- Dresden besitzt von ihm einen Automaten, welcher Trompeten und Paukenaufzüge spielt.
- München und Würzburg bekamen einen automatischen Schreibtisch mit verschiedenen Trompeten.
- Die Kaiserin von Frankreich bekam einen automatischen Trompeter und einem automatischen Schreibtisch.

Wie viel nach 1808 gefertigt wurde, ist bis jetzt nur bruchstückhaft bekannt.
- Sprechende Figur
- Panharmonikon
- Animiertes Diorama der Kathedrale von Reims
- Automatische Trompeter
- equestrian (Reiterautomat)
- automatous slack rope dancers (automatischer Zirkus)
- Melodium
- Automatischer Scharlatan
- Metronom
- panoramic spectacle of the conflagration of Moscow (Brand Moskaus)

### Englischsprachiges Zitat zu dieser Auflistung
„JOHN MAELZEL. * In the playing of this great master, are constantly to be found a regular attack and a premeditated defence;
and his remarks, whilst they prove his perfect knowledge of the game, attest the profundity of his genius.
This gentleman, mentioned in the foregoing letter, is still the owner of the chess-playing automaton, which, from time to time, he opens to the public.
He is well known as the musical mechanician of the late emperor of Austria, and is alike distinguished for his skill in mechanics,
his taste for the fine arts, and the extraordinary inventive faculties of his mind.
Some of the most beautiful and splendid of automatic machines are the creations of his genius;
and no exhibition of a like character attracts so much attention as that which he possesses.
Of his inventions the following may be enumerated: viz.—
[1.] The automaton speaking figures, which articulate certain English and French words, in the hands of any person;
[2.] the panharmonicon a magnificent instrument, composed of all the pieces, rich, various and powerful as they are, of an entire military band;
[3.] the animated diorama of the cathedral at Rheims a large and most superb representation of the kind;
[3.] the automaton trumpeter, of the size of a man; and whose clarion notes cannot be equalled by those of any living performer the time from the nature of the mechanism, being absolutely perfect;
[5.] the equestrian automata,
[7.] and the automatous slack rope dancers, which go through all the difficult feats and surprising evolutions, both of 'horse and foot’ of the circus or
amphitheatres, and with an agility, ease and gracefulness, so true to nature, as scarcely to be credited by those who have not witnessed them;
[8.] the melodium, whose very name attests how exquisitely it is attuned to 'sweet sounds;'
[9.] the automaton charlatan, never exhibited, we believe, in America;
[10.] the metronome, or musical timekeeper, patented in Europe; and 'last not least,' that unique and most masterly combination of music, mechanism and design,
[11.] the grand and appalling panoramic spectacle of the conflagration of Moscow.
[…]“